# تئوفان پروکوپویچ
فئوفان/تئوفان پروکوپویچ (روسی: Феофан Прокопович </link> ; 18 June [سبک قدیمی: 8 June] 1681  – 19 September [سبک قدیمی: 8 September] 1736) الاهیدان ارتدوکس امپراتوری، نویسنده، شاعر، ریاضیدان و فیلسوف روسی در دوران روسیه کوچک بود. او رئیس آکادمی Mohileana در کیف و اسقف اعظم نووگورود بود. او اصلاحات پیتر کبیر در کلیسای ارتدکس روسیه را به تفصیل توضیح داد و به اجرا گذاشت. پروکوپویچ بسیاری از آیات مذهبی و برخی از ماندگارترین خطبه‌ها را به زبان روسی نوشت.

## زندگی‌نامه

### دوران کودکی و تحصیل
فئوفان پروکوپویچ (که با نام الازار یا الازا متولد شده بود)، در کیف، هتمانات قزاق که کشوری تحت تابعیت تزار روسیه بود، به دنیا آمد. پدرش، تسریسکی، یک مغازه دار اهل اسمولنسک بود. پس از مرگ والدینش، الازار توسط عموی مادری خود، فئوفان پروکوپویچ، به فرزندی پذیرفته شد. فئوفان پروکوپویچ رهبر صومعه اخوان المسلمین کیف، استاد و رئیس آکادمی موهیلیانا بود.